# По ту сторону Аракса
По ту сторону Аракса — вокально-симфоническая поэма, написанная азербайджанским композитором Джахангиром Джахангировым в 1949 году. В произведении описаны события, происходившие в 1940-х годах в Южном Азербайджане. Поэма посвящена освободительной борьбе азербайджанцев Ирана.
Вокально-симфоническая поэма «По ту сторону Аракса» – одно из первых масштабных произведений композитора Джахангира Джахангирова, принёсшее ему популярность. Поэма для хора, солиста и симфонического оркестра написана на слова поэтов из Южного Азербайджана Медины Гюльгюн и Али Туде. В этом произведении впервые проявились тенденции, определяющие основное направление творчества композитора.
Эпично-повествовательная особенность музыки Джахангира Джахангирова чувствуется в начале поэмы и во вспомогательной партии. Программная идея сочинения представлена в виде сонаты. Форма в поэме нетрадиционна, она возникает в процессе формирования музыкальных образов и органично реализуется в симфоническом развитии.
Главная партия поэмы эффектна и решительна. Волевой характер темы отмечен струнными инструментами и энергичным ритмом валторны. Вспомогательная партия повествует о счастье
народа, завоевавшего свободу. Предшествующий тон переходит в светлый As-dur. Раздел разработки начинается с особенно острой, резкой ритмической темы. Органный пункт в «до бемоль» отражает образ сил, которые вероломно нападают на народную власть.
Премьер поэмы состоялась в октябре 1949 года в Баку, на сцене Азербайджанской государственной филармонии имени Муслима Магомаева.

## История
Композитор Джахангир Джахангиров в своём творчестве тяготел к вокально-инструментальной музыке, жанру массовой песни. Таким образом, творчество композитора сыграло большую роль в развитии азербайджанской хоровой музыки и популярных песен. Его кантаты, оратории, сюиты, оперы, концерты и вокально-симфонические произведения завоевали симпатию широкой публики.
Вокальная музыка – особый этап в творчестве композитора. Вернувшись в Баку в 1946 году, композитор продолжил музыкальное образование и работу над новыми произведениями. В 1947 году, в связи с 800-летием поэта Низами Гянджеви, он создал два вокальных произведения: романс "Гюль джамалын" и "Газель" для хора.
В 1948 году к 150-летию со дня рождения Александра Сергеевича Пушкина Джахангиров сочинил песню для хора «Не спрашивай» (“Soruşma”) на текст поэта, танец для оркестра народных инструментов и сонатину для скрипки и фортепиано. В том же году песня «Не спрашивай» была признана победителем республиканского конкурса. 1949 год – знаменательная дата в творчестве композитора.
Вокально-симфоническая поэма «По ту сторону Аракса» стала одним из первых масштабных произведений Джахангирова и принесла ему большую популярность. Поэма для хора, солиста и симфонического оркестра была написана на слова поэтов из Южного Азербайджана Медины Гюльгюн и Али Туде. В этом произведении впервые проявились черты, определяющие и развивающие основное направление творчества композитора.
Авторы стихов рассказывают о событиях, происходивших в Южном Азербайджане в 1940-е годы. В то время народ создал демократическое государство, сбросив иго иноземных властителей и местных феодалов, но вскоре это правительство было свергнуто, а прежняя власть восстановлена. Многие погибли в этой борьбе. Тем не менее, народ не теряет веры. Несомненно, в поэме отражены впечатления самого композитора от пребывания в Южном Азербайджане.
Обращение Джахангирова к теме освободительной борьбы неслучайно. В 1940-х годах эта тема нашла отражение в произведениях других композиторов СССР и Азербайджана. В эти годы была написана симфоническая поэма Фикрета Амирова «Памяти героев Великой Отечественной войны», посвященная его боевому товарищу, симфоническая поэма Ашрафа Аббасова «Наступит день» по одноимённому роману Мирзы Ибрагимова и другие подобные произведения.
Работа над поэмой была завершена в начале 1949 года. Джахангиру Джахангирову было 27 лет, когда он её написал. Он учился на третьем курсе Азербайджанской государственной консерватории. Вокально-симфоническая поэма "По ту сторону Аракса" представляла собой новый жанр, сочетающий особенности как симфонической, так и кантатно-ораториальной музыки. В этом произведении весьма отчётливо и ярко слышен национальный колорит музыкального языка, искренность эмоциональных выражений, характерная для творчества Джахангира Джахангирова.

## Музыка

### Вступительная часть
Композитор включает в симфонический жанр вокально-симфонические фрагменты – хор и соло. Благодаря такому синтезу музыка становится более убедительной, понятной. Джахангир Джахангиров старается раскрыть внутренний мир людей, их чувства, эмоции, основную идею произведения. Музыка рассказывает о событиях в форме эпического повествования.
Эпично-повествовательная особенность музыки Джахангира Джахангирова чувствуется в начале поэмы и во вспомогательной партии. Следует отметить, что эпические направления в поэме призваны не отрывать аудиторию от современности. Слушателям всегда кажется, что главная тема здесь – не далёкое прошлое, а события недавнего, нового времени.
Программная идея поэмы дана в виде сонаты. В то же время следует отметить, что форма в поэме нетрадиционна, она возникает в процессе формирования музыкальных образов и органично реализуется в симфоническом развитии. Противопоставление образа народа и угнетателей, развитие противоречащих друг другу образов помогают раскрыть содержание поэмы.
Экспозиция начинается с очень серьёзного, всеобъемлющего вступления, которое подводит к мелодии активного драматического характера. Музыка как бы описывает образ бесправных, угнетённых людей. Звук фагота придаёт грустной музыке немного волнующий характер. Оборот лада «Хумаюн», медленный темп и низкий регистр подчёркивают повествовательность вступления.
Захватывающая, грустная музыка усиливается во второй половине вступления. Постепенно диссонирующая цепь септаккордов, органный пункт и приглушённые удары доминирующего баса усиливают общий дух вступления.
Постепенно, ближе к концу вступления, мелодия замирает, остаются лишь ударные звуки баса – эта тема, условно именуемая «народным горем», многократно звучит в поэме. Она как бы напоминает о горе людей, настраивает людей на борьбу. Эта тема более заметна в разработке вспомогательной партии. Таким образом, повторение сюжета в некотором смысле понимается как лейтмотив.
Основная партия поэмы содержит решительный призыв. Волевой характер темы подчёркивается струнными инструментами и энергичным ритмом валторны.
Между вступлением и основной партией, внешне отличающимися темпом и характером, не чувствуется противоречия. Они являются логическим следствием друг друга. Можно сказать, что одна тема продолжает другую.
Тема главной партии, постепенно обогащаемая хроматизмом и вспомогательными звуками, становится более динамичной. Долгое время диатонической мелодии соответствует и простая гармония – трезвучие основной ступени. Усложняются гармонический язык, оркестровка, фактура. Добавляется новый набор инструментов. К струнным инструментам добавляются деревянные и медные духовые инструменты. Композитор обогащает ладово-тональный план сопоставлением – As-dur-cis-moll, D-dur-h-moll, g-moll-As-dur. Всё это приводит к сильному развитию во второй части главной партии, ставшей символом образа вставшего на борьбу народа. Динамика развития ослабевает в репризе главной партии.
Вспомогательная партия – это образ народа, добившегося свободы и счастья. Предшествующий тон переходит к светлому As-dur.
Основную мелодию, повествующую об исполненных мечтах народа, исполняет солист- баритон. Следует отметить, что и здесь отражается любовь Джахангира Джахангирова к хору – солист часто присоединяется к хору.
Вспомогательная партия состоит из трёх секций. Периодическое повторение определённого ритма, фразы, мотивов сочетает лиризм и повествование во вспомогательной партии. Здесь композитор использует элементы народных песен, характерную последовательность, вариантное развитие. В то же время прозрачная оркестровка и эмоциональное напряжение придают музыке песенность.
Композитор оригинально и интересно внедряет «тембровое соответствие». Автор использует стиль пения с закрытым ртом.
Тема вступления, введённая в среднюю часть вспомогательной партии, ещё раз напоминает о тёмных сторонах прошлого. Эти тематические элементы резонируют, поэтому композитор не останавливает выступление солиста и возвращает слушателя в начало повествования.

### Разработка
Разработка начинается с особенно острой, резкой ритмической темы. Органный пункт в «до бемоль» отражает образ сил, которые вероломно нападают на народную власть.
Три части раздела разработки последовательно отражают страдания, храбрость, решимость бороться и т.д. Уменьшенная интонация «кварта» добавляет теме жёсткости и полностью расслаивает три части разработки. Эта интонация особенно заметна в первой части разработки. Также привлекает внимание маршеобразный эпизод, тема которого развивается канонически. Его заменяет печальное описание поражения народа. Отовсюду раздаются стоны матери, оплакивающих своих сыновей. Хор исполняет грустную тему вступления поэмы без слов, в несколько изменённом и расширенном виде. Таким образом, снова звучит тема, напоминающая о приближении врагов и прошлой тяжёлой жизни.
Реприза подтверждает главную идею произведения – волю народа и стремление к победе. Здесь нет вспомогательной темы, что можно объяснить программной идеей. Однако Джахангир Джахангиров озвучивает в «до мажор» героические образы поэмы в коде в исполнении хора и завершает поэму.
Музыкальная форма стихотворения привлекает внимание правильным разделением основного материала и логическим развитием. Также вокально-симфоническая поэма имеет тенденцию к всестороннему развитию. Прежде всего, необходимо отметить интонацию, ритмичность и гармоничную близость материала. Например, основная тема проходит в виде коды, её ритм используется в разработке. Тема вступления неоднократно используется в качестве лейтмотива на протяжении всего произведения.

### Использование народной музыки
Джахангир Джахангиров широко использует элементы мугама. Например, во вступлении прослеживается близость к мугаму "Хумаюн", в разработке – к "Шахназ", во вспомогательной партии – к "Раст". Влияние азербайджанской народной музыки проявляется в широком использовании органного пункта, мелизмов, секвенционного построения, вариантного развития мелодической основы и т.д..
Джахангир Джахангиров не отходит от народно-песенной основы, умело используя и развивая интонации, ритмы и традиционные лады родной азербайджанской музыки.
Композитор Кара Караев отмечает:
Вокально-симфоническая поэма "По ту сторону Аракса" – замечательное по сюжету и развитию произведение. Эта вокально-симфоническая поэма
столь же сильна, как и театрализованное представление.

## Реакция и исполнение
Джахангиров завершил работу над поэмой в начале 1949 года. Произведение было представлено общественности в октябре того же года.В 1950 году композитор издал партитуру для поэмы "По ту сторону Аракса".
Впервые поэма был исполнена в октябре 1949 года в Баку, на сцене Азербайджанской государственной филармонии имени Муслима Магомаева, на просмотре творчества азербайджанских композиторов Азербайджанским Государственным симфоническим оркестром под руководством дирижёра, народного артиста СССР Ниязи Тагизаде-Гаджибекова. Солистом выступил Идрис Агаларов. Азербайджанские композиторы очень высоко оценили это произведение.Композитор Дмитрий Шостакович специально приехал в Баку, чтобы послушать эту поэму.
Впоследствии поэма неоднократно исполнялась различными дирижёрами во многих республиках и городах Советского Союза.
В 1950 году поэма прозвучала в Колонном зале Дома Союзов в Москве в исполнении хора Радиокомитета под руководством дирижёра Кувыкина и Симфонического оркестра Всесоюзного радио под художественным руководством дирижёра Ниязи. На концерте присутствовали многочисленные зарубежные, а также азербайджанские композиторы. Произведение получило высокую оценку в СССР.
В том же году поэма «По ту сторону Аракса» и сюита "Праздник", написанная имm Джахангировым ещё в годы учёбы в консерватории, прозвучали под руководством дирижёра Николая Рабиновича в Ленинграде. В 1950 году Всесоюзное радио СССР заказало запись поэмы на ленту для "Золотого фонда". Произведение было успешно записано на ленту, копия была передана в фонд Государственного радио Азербайджана.
Спустя небольшой период вокально-симфоническая поэма "По ту сторону Аракса" была запрещена в СССР и исключена из репертуара на территории Союза. За то, что произведение было посвящено национально-освободительному движению Южного Азербайджана, Джахангиров подвергся преследованию и лишениям. До 2005 года произведение хранилось в фонотеке Государственного радио Азербайджана. В настоящее время имеется видеозапись поэмы.
Джахангиром Джахангиров впечатлённый исполнением своего сочинения в Москве и Ленинграде, говорил:
Вокально-симфоническая поэма "По ту сторону Аракса" для хора, солиста и симфонического оркестра, которую я с большим трудом и тяготами завершил в 1949 году, принесла мне много радости. Оркестровка произведения была богатой в подлинном смысле этого слова, и я получил огромное удовольствие и испытал радость от исполнения моего произведения в Ленинграде и особенно в столице, в Москве. Дирижёрство Николая Семёновича Рабиновича одним словом – мастерская работа. Партитуру поэмы я написал точно и тонко. В исполнении произведения в Ленинграде я ещё раз увидел самобытные мелодические выражения и невидимые интонации. Столь прекрасное исполнение этой поэмы, думаю, является большим художественным успехом.
После просмотра творчества азербайджанских композиторов народный артист СССР Кара Караев так отозвался о поэме «По ту сторону Аракса»:
В вокально-симфонической поэме талантливого молодого композитора современная тема показана очень полно и ярко. Джахангир Джахангиров успешно справился с этой ответственной задачей.
Поэма "По ту сторону Аракса" принесла композитору большой успех, сделала его известным во всём СССР. В 1950 году Джахангир Джахангиров был удостоен Сталинской премии третьей степени за это произведение.